# Mirjalol Qosimov
Mirjalol Kushakovich Qosimov es un exfutbolista soviético. Es el entrenador del FC AGMK desde 2019.

## Trayectoria
Vistió las camisetas de diversos clubs, entre los que se encuentran FC Pakhtakor Tashkent, FC Dinamo Minsk, FC Alania Vladikavkaz, FC Krylia Sovetov Samara, Al-Shabab y Mash'al Mubarek.
Comenzó su carrera como entrenador del Mash'al Mubarek, donde se retiró como jugador. En 2006, se convirtió en asistente técnico de Rauf Inileev del equipo olímpico y absoluto de Uzbekistán. En diciembre de 2007 Kasymov fue nombrado como entrenador del FC Bunyodkor. Se las arregló para llevar a su club a las semifinales de la Liga de Campeones asiática en la primera aparición del club en este torneo que es considerado como el mejor resultado internacional en la historia del FC Bunyodkor en realidad. En julio de 2008 se convirtió en consejero y entrenador a la leyenda brasileña Zico al lado del club.
En 2009, se convirtió en entrenador del equipo nacional de fútbol de Uzbekistán para la etapa de calificación de la Copa del Mundo 2010. Después de Luiz Felipe Scolari dejara de ser el entrenador del Bunyodkor en 2010, Qosimov fue nombrado entrenador del club nuevamente.
El sitio web Goal.com lo nombró como Mejor Entrenador del Mes (mayo de 2012) para un juego exitoso de Bunyodkor en AFC Champions League de aquel mes.
El 4 de junio de 2012 Kasimov fue designado nuevamente como entrenador de la selección nacional de fútbol de Uzbekistán, una después de Vadim Abramov dimitiera de su cargo tras perder por 1-0 contra Irán en condición de local.
El 3 de enero de 2013 IFFHS publicó la lista de los mejores del mundo Entrenador Nacional 2012. Kasimov ocupa el puesto 14 en la lista de los 17 entrenadores con 6 puntos, seguido por Oleg Blokhin y actual entrenador de Suiza, Ottmar Hitzfeld. En la encuesta mensual Entrenador del Mes por la Federación de Fútbol en 2012 fue nombrado el mejor entrenador 6 veces.

### Selección nacional
Fue internacional con Uzbekistán desde 1992 hasta el 2002 jugando 67 partidos y anotando 31 goles.

## Clubes
| Equipo                            | País       | Año       |
| --------------------------------- | ---------- | --------- |
| FC Bunyodkor                      | Uzbekistán | 2007-2008 |
| Selección de fútbol de Uzbekistán | Uzbekistán | 2009-2010 |
| FC Bunyodkor                      | Uzbekistán | 2010      |
| Selección de fútbol de Uzbekistán | Uzbekistán | 2012-2015 |